# Pithyllis fotakalis
Pithyllis fotakalis är en fjärilsart som beskrevs av Pierre E.L. Viette 1960. Pithyllis fotakalis ingår i släktet Pithyllis och familjen mott. Inga underarter finns listade i Catalogue of Life.